# Abort (data)
För andra betydelser, se Abort.
Inom datorprogram betyder abort att något har eller ska avbrytas. Ofta på ett icke normalt/korrekt sätt. Till exempel kan ett Linuxsystem avbryta en process som tar för mycket minne och då skriva ut texten "abort" i samband med att processen avslutas.